# 2024年世界短道速滑锦标赛
2024年世界短道速滑锦标赛于2024年3月15日至17日在荷兰鹿特丹举行。鹿特丹于2021年6月获选为该届比赛的主办城市，这是鹿特丹自2017年后第二次主办该赛事。共有37个代表队报名参加该赛事。

## 赛程安排
所有时间均为欧洲中部时间（UTC+1）
| 日期    | 时间  | 项目             |
| ------- | ----- | ---------------- |
| 3月15日 | 12:00 | 资格赛           |
| 3月16日 | 14:23 | 女子1500公尺     |
| 3月16日 | 14:23 | 男子1500公尺     |
| 3月16日 | 15:47 | 女子500公尺      |
| 3月16日 | 15:47 | 男子500公尺      |
| 3月17日 | 15:22 | 女子1000公尺     |
| 3月17日 | 15:22 | 男子1000公尺     |
| 3月17日 | 16:04 | 混合2000公尺接力 |
| 3月17日 | 16:37 | 女子3000公尺接力 |
| 3月17日 | 16:37 | 男子5000公尺接力 |

## 奖牌榜
*   主办国家/地区（荷蘭）
| 排名                     | 国家 / 地区              | 金牌 | 銀牌 | 銅牌 | 总计 |
| ------------------------ | ------------------------ | ---- | ---- | ---- | ---- |
| 1                        | 中國                     | 4    | 0    | 0    | 4    |
| 2                        | 加拿大                   | 2    | 0    | 2    | 4    |
| 3                        | 美国                     | 1    | 2    | 3    | 6    |
| 4                        |                          | 1    | 2    | 0    | 3    |
| 4                        | 荷蘭*                    | 1    | 2    | 0    | 3    |
| 6                        | 義大利                   | 0    | 2    | 2    | 4    |
| 7                        |                          | 0    | 1    | 0    | 1    |
| 8                        |                          | 0    | 0    | 1    | 1    |
| 8                        | 波蘭                     | 0    | 0    | 1    | 1    |
| 总计（共9个国家 / 地区） | 总计（共9个国家 / 地区） | 9    | 9    | 9    | 27   |

## 奖牌得主

### 男子
| 项目         | 金牌                                                       | 金牌     | 银牌                                                                         | 银牌     | 铜牌                                                                           | 铜牌     |
| 500公尺      | 林孝埈 · 中国（CHN）                                       | 41.592   | 丹尼斯·尼基沙 · 哈萨克斯坦（KAZ）                                            | 41.676   | 若爾當·皮埃爾-吉勒 · 加拿大（CAN）                                             | 52.289   |
| 1000公尺     | 威廉·丹吉努 · 加拿大（CAN）                                | 1:25.534 | 彼得罗·西盖尔 · 義大利（ITA）                                                | 1:25.555 | 卢卡·施佩兴豪泽 · 義大利（ITA）                                                | 1:26.026 |
| 1500公尺     | 孙龙 · 中国（CHN）                                         | 2:23.009 | 延斯·范特沃特 · 荷兰（NED）                                                  | 2:23.260 | 布伦丹·科里 · 澳大利亚（AUS）                                                  | 2:23.428 |
| 5000公尺接力 | 中國（CHN） · 林孝埈 · 刘少昂 · 刘少林 · 孙龙 · 李文龙（1/4决赛） | 7:18.468 | （KOR） · 黄大宪 · Kim Gun-woo · Lee Jeong-min · 徐怡拉 · 朴智元（1/4决赛、半决赛） | 7:18.641 | 波蘭（POL） · 武卡什·库琴斯基 · 米哈乌·涅温斯基 · Félix Pigeon · Diané Sellier | 7:19.103 |

### 女子
| 项目         | 金牌 | 金牌     | 银牌                                                                                  | 银牌     | 铜牌                                                                                        | 铜牌     |
| 500公尺      | 基姆·布廷 · 加拿大（CAN）                                                                                     | 42.626   | 桑德拉·貝爾塞伯 · 荷兰（NED）                                                         | 42.833   | 克丽丝滕·桑托斯-格里斯沃尔德 · 美国（USA）                                                  | 42.929   |
| 1000公尺     | 克丽丝滕·桑托斯-格里斯沃尔德 · 美国（USA）                                                                    | 1:42.717 | 金桔里 · 韩国（KOR）                                                                  | 1:43.049 | 阿里安娜·丰塔纳 · 義大利（ITA）                                                             | 1:43.074 |
| 1500公尺     | 金桔里 · 韩国（KOR）                                                                                          | 2:21.192 | 克丽丝滕·桑托斯-格里斯沃尔德 · 美国（USA）                                            | 2:21.413 | 科琳娜·斯托达德 · 美国（USA）                                                               | 2:22.244 |
| 3000公尺接力 | 荷蘭（NED） · 塞爾瑪·保茨馬 · 婭拉·范克爾霍夫 · 米歇尔·贝尔塞伯 · 桑德拉·貝爾塞伯 · 苏珊妮·许尔廷（1/4决赛、半决赛） | 4:07.788 | 美国（USA） · Eunice Lee · 朱莉·莱泰 · 克丽丝滕·桑托斯-格里斯沃尔德 · 科琳娜·斯托达德 | 4:08.061 | 加拿大（CAN） · 达娜埃·布莱 · 基姆·布廷 · 丽基·多克 · Renée Steenge · 考特妮·萨罗（半决赛） | 4:12.675 |

### 混合
| 项目         | 金牌                                                                              | 金牌     | 银牌 | 银牌     | 铜牌                                                                                     | 铜牌     |
| 2000公尺接力 | 中國（CHN） · 范可新 · 公俐 · 林孝埈 · 刘少昂 · 王晔（半决赛） · 孙龙（1/4决赛、半决赛） | 2:37.697 | 義大利（ITA） · 基娅拉·贝蒂 · 安德烈亞·卡西內利 · 阿里安娜·西盖尔 · 彼得罗·西盖尔 · 格洛丽亚·约里亚蒂（1/4决赛） | 2:37.747 | 美国（USA） · 安德鲁·许 · Marcus Howard · 克丽丝滕·桑托斯-格里斯沃尔德 · 科琳娜·斯托达德 | 2:39.369 |

## 参赛代表队
共有37个代表队报名参加该赛事。
- 奥地利
- 比利时
- 保加利亚
- 加拿大
- 中國
- 捷克
- 法國
- 英國
- 德国
- 中國香港
- 匈牙利
- 印度
- 愛爾蘭
- 義大利
- 日本
- 拉脫維亞
- 盧森堡
- 蒙古国
- 荷蘭
- 挪威
- 新西兰
- 波蘭
- 塞爾維亞
- 新加坡
- 斯洛維尼亞
- 斯洛伐克
- 瑞典
- 瑞士
- 泰國
- 土耳其
- 乌克兰
- 美国